# Riżok
Riżok (ukr. Ріжок) – wieś na Ukrainie, w obwodzie winnickim, w rejonie winnickim. W 2001 liczyła 345 mieszkańców, spośród których 341 wskazało jako ojczysty język ukraiński, a 4 rosyjski.